# مكتبة فاسكونسيلوس

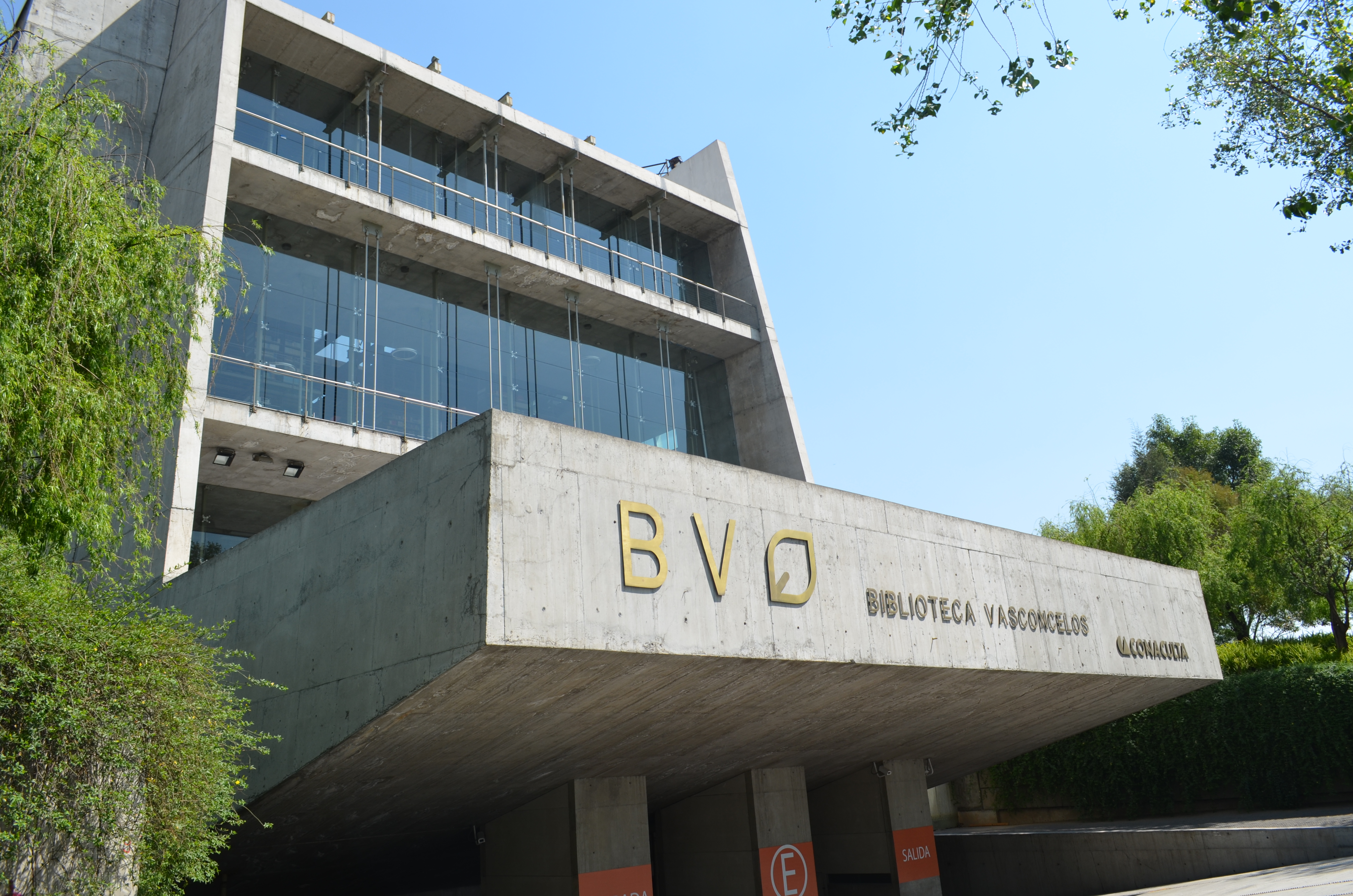
مدخل المكتبة

مكتبة فاسكونسيلوس هي مكتبة تقع في شمال مدينة مكسيكو سيتي، سميت بهذا الاسم تيمنا بالفيلسوف جوزيه فاسكونسيلوس، تبلغ مساحة المكتبة 38,000 متر مربع.

## وصلات خارجية
- الموقع الرسمي